# مترودورا
مترودورا پزشک زن یونانی قرن دوم میلادی که رساله‌ای نوشت به یونانی دربارهٴ بیماری‌های رحم.
دربارهٴ او هیچ نمی‌دانیم، جز این که او رساله‌ای نوشت به یونانی دربارهٴ بیماری‌های رحم، که بسیار باارزش به نظر می‌رسد. این رساله در نسخهٴ منحصر به فردی در لورنتیانای فلورانس به دست آمده (مخزن ۷۵، نسخه‌ای از سدهٴ دوازدهم، برگ ۴ تا ۳۲)، تحت عنوان از مترودورا، دربارهٴ معالجهٴ بیماری‌های رحم. این رساله احتمالاً قدیم‌ترین رسالهٴ طبی موجود است که به وسیلهٴ یک زن نوشته شده.